# Bengt Fjällberg
Bengt Henrik Fjällberg (* 15. September 1961 in Tärnaby) ist ein ehemaliger schwedischer Skirennläufer.
Fjällberg war zu Beginn der 1980er Jahre hinter seinem Vetter Ingemar Stenmark der stärkste schwedische Slalomläufer. Unter dem Training des Südtirolers Hermann Nogler fuhr er im Weltcup zwischen 1981 und 1986 zwölfmal unter die besten Zehn. Seine höchsten Platzierungen erreichte er mit zwei zweiten Plätzen beim Slalom von Oslo im Februar 1981 und beim Slalom von Le Markstein im Februar 1983.
Der sportlich größte Erfolg seiner Laufbahn gelang ihm bei den Weltmeisterschaften 1982 in Schladming, als er auf der Planai hinter Stenmark und dem Jugoslawen Bojan Križaj die Bronzemedaille errang. Im selben Jahr wurde er schwedischer Meister im Slalom. Bei seiner einzigen Olympiateilnahme 1984 in Sarajevo schied er ebenso wie bei den Weltmeisterschaften 1985 in Bormio im zweiten Slalomdurchgang aus.